# CR126 (Luxemburg)
De CR126 (Chemin Repris 126) is een verkeersroute in Luxemburg tussen Walferdange (CR125) en Senningerberg (N1). De route heeft een lengte van ongeveer 7 kilometer.

## Routeverloop
De CR126 begint ten oosten van de plaats Walferdange in de bocht boven op de tunnel van de A7 E421 in het verlengde van de CR125. Tot in de jaren '10 van de 21e eeuw lag hier een kruising waarbij de CR125 naar het noorden richting Blaschette en naar het westen richting de plaats Walferdange ging. Door de bouw van de tunnel is de verbinding naar Blaschtte komen te vervallen.
De CR126 gaat in globaal richting het oosten naar de plaats Hostert toe. Dit gedeelte van de route ligt volledig in bosgebied. Onderweg kruist de route onder andere met toeritten de N11 E29. Vanaf Hostert buigt de route naar het zuiden en gaat door bebouwd gebied naar de N1 in Senningerberg toe, waar de CR126 eindigt.

## Plaatsen langs de CR126
- Hostert
- Senningerberg

## CR126a
De CR126a is een verbindingsweg tussen Hostert en Rameldange. De CR126a verbindt de CR126 aan de westkant van Hostert met de CR132 aan de noordkant van Rameldange. De route heeft een lengte van ongeveer 1,6 kilometer en gaat deels door bosgebied heen en deels langs de bosrand enerzijds en bebouwing anderzijds.

## CR126b
De CR126b is een verbindingsweg bij de plaats Senningerberg. De route van ongeveer 850 meter verbindt de CR126 met de CR127. De route gaat langs bebost gebied en kent een gemiddeld hoogtedaling van ongeveer 7,5%. 
CR101 ·
CR102 ·
CR103 ·
CR104 ·
CR105 ·
CR106 ·
CR107 ·
CR108 ·
CR109 ·
CR110 ·
CR111 ·
CR112 ·
CR113 ·
CR114 ·
CR115 ·
CR116 ·
CR117 ·
CR118 ·
CR119 ·
CR120 ·
CR121 ·
CR122 ·
CR123 ·
CR124 ·
CR125 ·
CR126 ·
CR127 ·
CR128 ·
CR129 ·
CR130 ·
CR131 ·
CR132 ·
CR133 ·
CR134 ·
CR135 ·
CR136 ·
CR137 ·
CR138 ·
CR139 ·
CR140 ·
CR141 ·
CR142 ·
CR143 ·
CR144 ·
CR145 ·
CR146 ·
CR147 ·
CR148 ·
CR149 ·
CR150 ·
CR151 ·
CR152 ·
CR153 ·
CR154 ·
CR155 ·
CR156 ·
CR157 ·
CR158 ·
CR159 ·
CR160 ·
CR161 ·
CR162 ·
CR163 ·
CR164 ·
CR165 ·
CR166 ·
CR167 ·
CR168 ·
CR169 ·
CR170 ·
CR171 ·
CR172 ·
CR173 ·
CR174 ·
CR175 ·
CR176 ·
CR177 ·
CR178 ·
CR179 ·
CR180 ·
CR181 ·
CR182 ·
CR183 ·
CR184 ·
CR185 ·
CR186 ·
CR187 ·
CR188 ·
CR189 ·
CR190
CR200 ·
CR201 ·
CR202 ·
CR203 ·
CR204 ·
CR205 ·
CR206 ·
CR207 ·
CR208 ·
CR210 ·
CR211 ·
CR212 ·
CR213 ·
CR215 ·
CR216 ·
CR217 ·
CR218 ·
CR219 ·
CR220 ·
CR221 ·
CR222 ·
CR223 ·
CR224 ·
CR225 ·
CR226 ·
CR227 ·
CR228 ·
CR229 ·
CR230 ·
CR231 ·
CR232 ·
CR233 ·
CR234
CR301 ·
CR302 ·
CR303 ·
CR304 ·
CR305 ·
CR306 ·
CR307 ·
CR308 ·
CR309 ·
CR310 ·
CR311 ·
CR312 ·
CR313 ·
CR314 ·
CR315 ·
CR316 ·
CR317 ·
CR318 ·
CR319 ·
CR320 ·
CR321 ·
CR322 ·
CR323 ·
CR324 ·
CR325 ·
CR326 ·
CR327 ·
CR328 ·
CR329 ·
CR330 ·
CR331 ·
CR332 ·
CR333 ·
CR334 ·
CR335 ·
CR336 ·
CR337 ·
CR338 ·
CR339 ·
CR340 ·
CR341 ·
CR342 ·
CR343 ·
CR344 ·
CR345 ·
CR346 ·
CR347 ·
CR348 ·
CR349 ·
CR350 ·
CR351 ·
CR352 ·
CR353 ·
CR354 ·
CR355 ·
CR356 ·
CR357 ·
CR358 ·
CR359 ·
CR360 ·
CR361 ·
CR362 ·
CR364 ·
CR365 ·
CR366 ·
CR367 ·
CR368 ·
CR369 ·
CR370 ·
CR371 ·
CR372 ·
CR373 ·
CR374 ·
CR375 ·
CR376 ·
CR377 ·
CR378 ·
CR379
Routes die cursief vermeld staan, zijn voormalige routes.